# 朝日貝塚

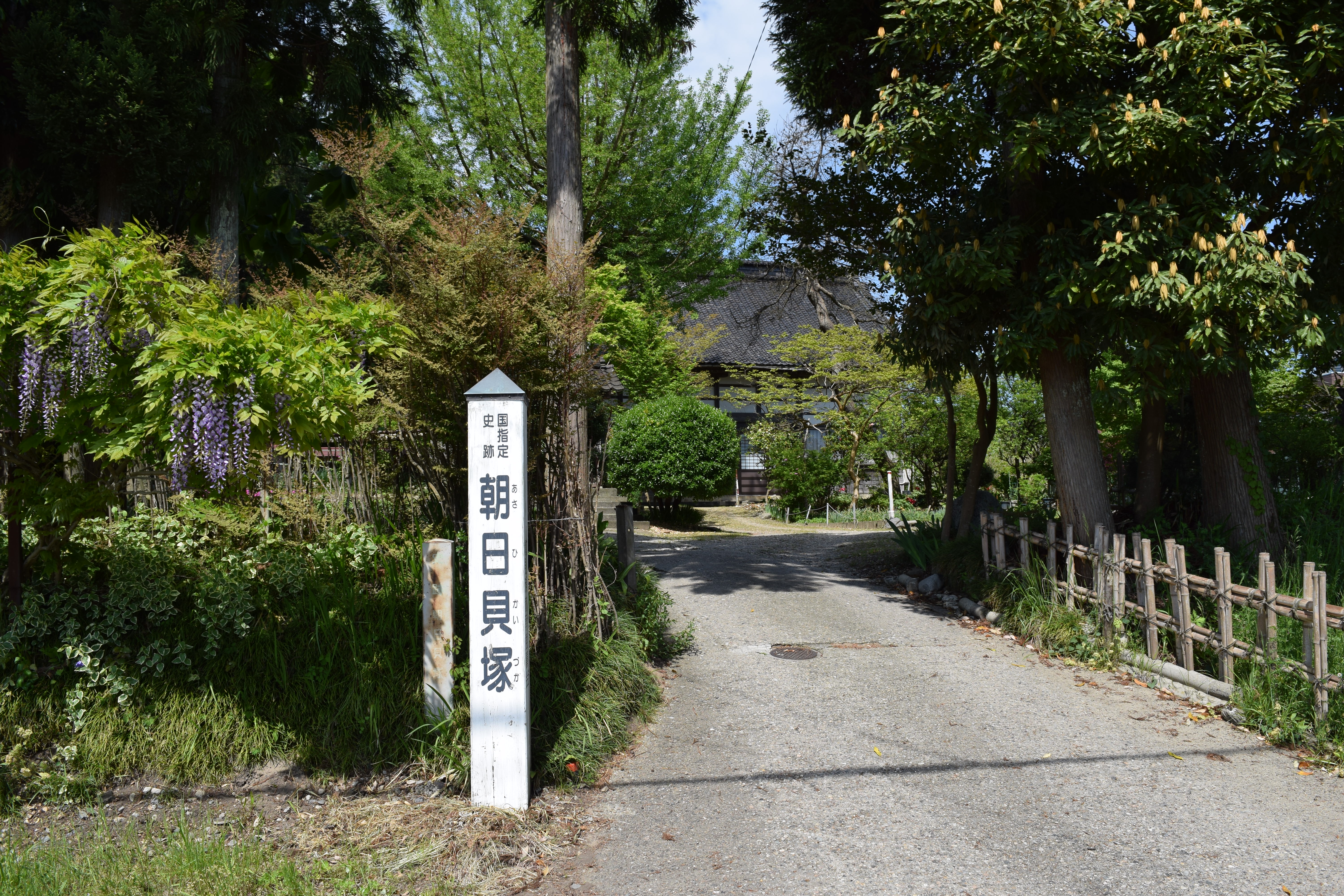
氷見市の朝日貝塚・誓度寺入口

朝日貝塚（あさひかいづか）は、富山県氷見市朝日丘にある貝塚である。
座標: 北緯36度50分54.1秒 東経136度59分0.7秒 / 北緯36.848361度 東経136.983528度

## 概要

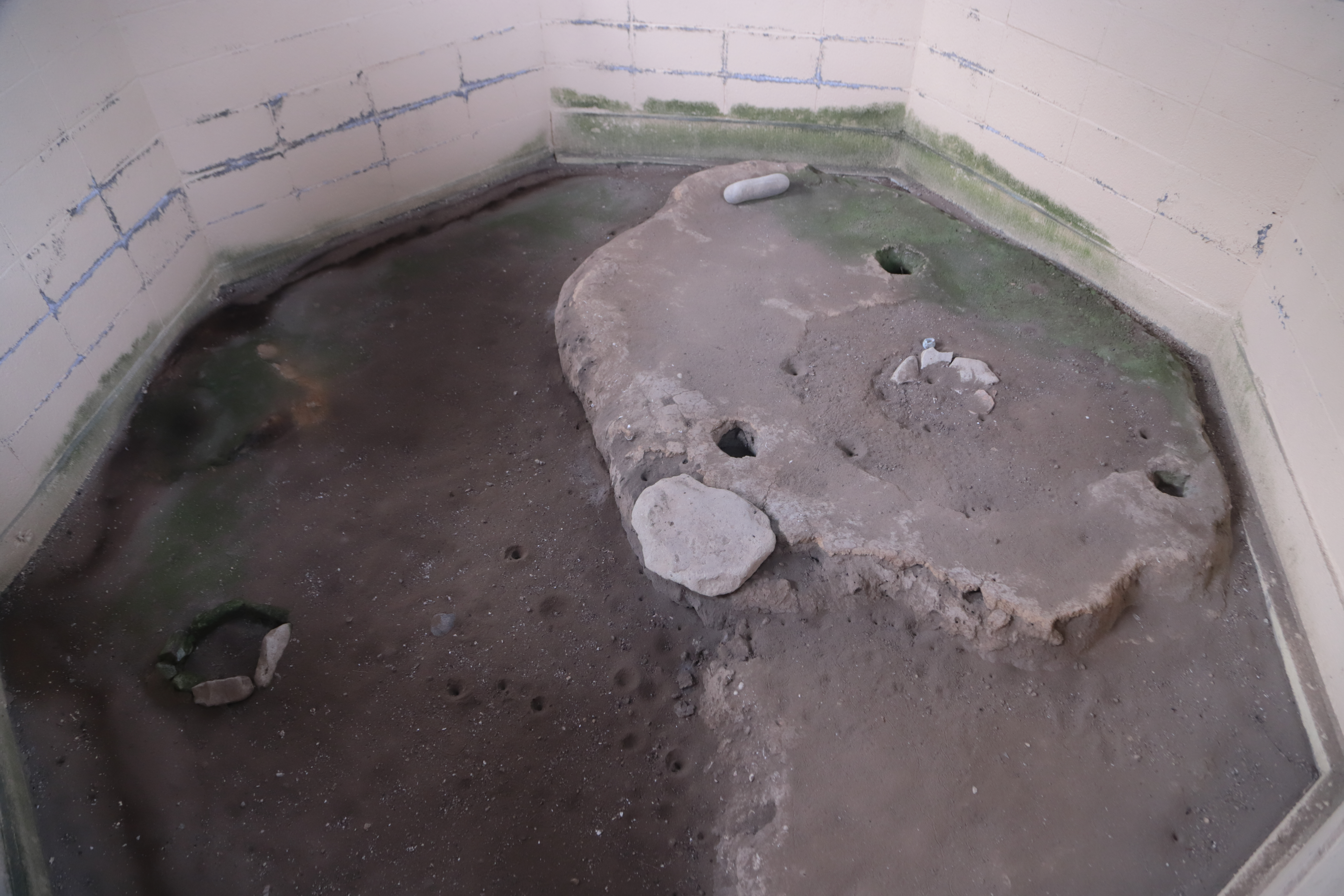
保存舎内部

朝日貝塚は市街地の南西部にあり、遺跡の西側は市域中央を西から東に向かって伸びる朝日山丘陵で東南裾であり、ここから東側の湊川まで緩やかな斜面となる。1918年（大正7年）の発見以降数度にわたって発掘調査が行われた。国の史跡に指定されている。縄文時代前期から中世にわたる複合遺跡であり、貝層の上部と表土からは弥生土器や須恵器が出土する。
朝日貝塚は、1918年（大正7年）7月に誓度寺の建設途中に発見された。当時の新聞記事によれば、誓度寺の建設前は畑地であり、地元では土器片の散布があったとされている。
同年10月、同じく氷見市内に所在する大境洞窟住居跡の発掘調査に訪れていた東京帝国大学人類学教室の柴田常恵らによって発掘調査が実施された。1922年（大正11年）には、国の史跡に指定された。
2回目の調査が1924年（大正13年）6月に実施され、国内では初めてとなる炉跡のある住居跡が2棟確認された。住居跡は、縄文時代前期末と縄文時代中期前葉から中葉にかけてのものが重複しており、これらは現在保存舎の中で見ることができる。
日本海沿岸では、特別に重要な遺跡と言われている。また、日本国内で初めての住居跡が発見された遺跡であり、このことで日本の考古学を遺物中心から原始時代の生活を研究する方向へ進めていくきっかけとなった。また、バスケット形土器やヒスイの大珠（国の重要文化財）が発掘されている。大珠は長さが16センチメートルあり、日本国内で発掘されたものとしては最大級と評価されていた。